# Механоиды (игра)
«Механоиды» (в англоязычном издании — A.I.M.: Artificial Intelligence Machine) — компьютерная игра в жанре симулятора с элементами RPG, разработанная самарской компанией SkyRiver Studios в 2004 году и выпущенная фирмой 1С. Действие игры происходит в трёхмерном окружении, от первого или третьего лица. Анонсирована на выставке ECTS 2002 в Лондоне фирмой 1С как «MechMinds». В 2003 году на конференции КРИ игра получила награду «Самый нестандартный проект КРИ 2003». В 2006 году сюжет продолжила игра Механоиды 2: Война кланов.

## Сюжет
| Системные требования    | Системные требования                                                                                          | Системные требования                                                                                          |
| ----------------------- | --- | --- |
|                         | Минимальные                                                                                                   | Рекомендуемые                                                                                                 |
| Windows                 | | |
| ОС                      | 98/ME/2000/XP                                                                                                 | 98/ME/2000/XP                                                                                                 |
| ЦПУ                     | Pentium III 800 МГц                                                                                           | Pentium IV 1,5 ГГц                                                                                            |
| Объём ОЗУ               | 256 Мб | 512 Мб |
| Место на диске          | 2,5 Гб | 2,5 Гб |
| Информационный носитель | CD | CD |
| Видеокарта              | DirectX 8.1, видеокарта с ОЗУ 32 Мб                                                                           | видеокарта с ОЗУ 64 Мб                                                                                        |
| Звуковая плата          | DirectX-совместимая звуковая карта                                                                            | DirectX-совместимая звуковая карта                                                                            |
| Сеть                    | В «Механоидах» нет возможности игры через Интернет. Однако можно играть в локальной сети по протоколу TCP/IP. | В «Механоидах» нет возможности игры через Интернет. Однако можно играть в локальной сети по протоколу TCP/IP. |
| Устройства ввода        | клавиатура, мышь                                                                                              | клавиатура, мышь                                                                                              |

Сценарий для игры написал Булат «Dust» Даутов, занимавшийся литературным наполнением. О сюжетной линии подробно рассказывается в руководстве игры, а также на официальном сайте.

### Краткая предыстория
Сюжет игры разворачивается в отдалённом будущем. Люди, освоившие межзвёздные пространства, повстречали цивилизацию арлингов. Заключив с ними союз, люди ввязали себя в межгалактическую войну. Во имя победы брошены все силы человечества и лучшие умы. На одной из отдалённых планет люди создают сложнейший полигон для испытания различных боевых машин. Машины управляются автономными вычислительными модулями, заключённым в сверхпрочную и практически неразрушаемую стандартную капсулу (весом 50 кг) и именуемую механоидами. В различных испытательных секторах полигона имитируются различные климатические зоны. Сами сектора максимально автономны и управляются искусственным интеллектом, Суперкомпьютером или Супером. Планета получила кодовое имя «Полигон-4».
В результате войны цивилизация людей была отброшена назад в своём развитии и люди оставили планету. Долгое время Супер действует автономно, в соответствии с директивами создателей (людей), основной задачей которых было максимальное совершенствование механоидов. В результате долгой работы Суперу удалось добиться создания саморазвивающихся механоидов, с полноценным разумом. Постоянно их совершенствуя, Супер их классифицировал по поколениям. И наконец, после долгих трудов, Супер создаёт самого совершенного представителя своей расы — Механоида Пятого поколения. Игроку как раз предстоит взять на себя роль этого механоида, и вместе с обитателями этой планеты, узнать этот удивительный мир.

### Сюжет игры
Всё начинается с того, что главный герой оказывается в начальном секторе, куда поступают все новоиспечённые механоиды. После встречи с обитателями первого сектора (дружелюбными, и не очень), игрок набравшись достаточного опыта, спешит в следующие сектора. Механоиды в каждом следующем секторе, всё более и более экипированы, и противостоять им не всегда бывает просто. Игрок тоже может модернизировать свой глайдер — оборудование в каждом следующем секторе всё лучше и лучше, но соответственно и дороже. Замена старого оборудования на новое часто влетает в копеечку. Пройдя долгий путь от первого сектора до основных блоков Супера в Секторе Пустыни, игрок уже имеет достаточно опыта и сил для выполнения главных целей Супера. После встречи и беседы с самим Супером, механоид осознаёт всю картину этого мира по-новому. Суперу необходимо установить контакт с давно ушедшими Создателями, и для этого он выбрал самого совершенного Механоида. Главной целью, поставленной перед игроком, является — выход за пределы искусственного мира, в естественную среду планеты, для поиска научной обсерватории людей. Самих людей там нет, но есть космический челнок с координатами в Солнечную систему. Вскоре перед игроком встаёт выбор: отправиться к создателям и оправдать надежды Супера, или же уничтожить научную станцию вместе с челноком, для того, чтобы дать своей расе возможность для дальнейшего развития…

## Игровой процесс

Игрок атакован группой «Медведей» в секторе Болот. Слева отображаются возмущения энергетического щита при попаданиях.

Игровое пространство представляет собой 8 больших локаций. По мере продвижения по сюжетной линии, игроку предоставляется возможность перейти в следующую локацию. Но игрок может находиться в определённой локации сколько захочет, и в любой момент может вернуться в предыдущую. Во время игры, заэкранным представлением игрока является механоид — шарообразный компьютер, помещённый в глайдер — летающую на малой высоте боевую машину.

### Режимы игры
Основные элементы геймплея:
- выполнение заданий, выданных базами и прочими обитателями мира;
- торговля всевозможными товарами между различными строениями;
- сражения с глайдерами противников (часто объединёнными в группы);
- поиск сюжетно важной информации.

### Развитие персонажа
Игрок и каждый NPC имеет уровень опыта, свидетельствующий о развитии того или иного персонажа. Этот уровень называется в игре Рейтингом. Рейтинг начисляется игроку за привезённых в строение механоидов (NPC). Чем выше рейтинг привезённого NPC, тем больше очков рейтинга получает игрок в свою копилку. От данного показателя зависит уважение NPC к игроку, и возможность вступать в некоторые фракции при определённых значениях рейтинга. Помимо рейтинга, в игре так же присутствует игровая валюта и экономика. Игровые деньги можно заработать посредством выполнения второстепенных заданий, торговли и грабежа. За деньги осуществляется усовершенствование оборудования, что ведёт к скорому развитию персонажа в мире игры

### Активные боевые действия
В игре присутствует три уровня сложности: лёгкий, нормальный и сложный. Повышение уровня сложности ведёт к увеличению агрессии со стороны противников, а также к их меткости и количеству наносимых ими повреждений. На лёгком уровне противники зачастую бегут с поля боя. Агрессии со стороны прочих обитателей игры практически не наблюдается — игроку даётся возможность спокойно развиваться. На самом тяжёлом уровне, постоянные столкновения со всевозможными врагами гарантированны на большинстве территорий.

### Мультиплеер
В «Механоидах» реализована возможности игры в локальной сети по протоколу TCP/IP. Организовать игру через интернет возможно, например, программой Hamachi. В мультиплеере игра поддерживается до 8 игроков на карте. Боты в мультиплеере отсутствуют. Официально игра включает карты: для игры на открытом пространстве, для игры среди зданий и арену.

## Оформление
Ландшафты внутриигровых миров способствует погружению игрока во вселенную, придуманную разработчиками. Они представляют собой настоящие художественные композиции, посвящённые каким-либо природным условиям. Например, можно встретить территории с условиями болот, пустыни или арктики. Некоторые представляют собой оборудованные инженерные конструкции. Уровни созданы дизайнером Павлом «Bedlam» Мухамедзяновым.

## Саундтрек
Саундтрек к Механоидам был создан композитором Григорием «7OnOff» Семёновым (англ. Gregory Semenov). Сначала он был доступен только в составе самой игры, поскольку свою музыку Skyriver Studios не зашифровала, а просто выложила главные треки в отдельной папке. В 2009 году музыка была представлена в свободном доступе на сайте композитора.
Список композиций:
1. Мелодия смерти (Death) — 0:27
2. Бой (Fight) — 0:31
3. Коварный враг (The Artful Enemy) — 1:09
4. Яростная встреча (Violent Meeting) — 0:44
5. Без гнева (Without a rage) — 0:56
6. Сектор Скал (Rocks Sector) — 5:09
7. Сектор Тундры (Tundra Horizont) — 3:26
8. Сектор Арктики (Snow) — 5:13
9. Сектор Вулканов (Volcano Sector) — 2:49
10. Сектор Пустыни (Desert Sector) — 5:14
11. Сектор Холмов (Hills) — 3:48
12. Сектор Болот (Swamp) — 4:52
13. Внешний Мир (External Area) — 2:59
14. Главная тема (Main Theme) — 4:43
15. Наблюдатель (Observer) — 2:00
16. Безопасная зона (Rescue Zone) — 1:59
17. Туннели (Tunnels) — 2:08
18. Свободный торговец (Free Merchant) — 2:19
19. Потерянная эмоция (Lost Emotion) — 1:15
20. Последний день (Last Day) — 1:51
21. Новое призвание (New Vocation) — 1:36

В 2017 году Григорий Семёнов опубликовал 7 саундтреков не вошедших в финальную версию игры: Новогодняя (Happy New Year), Огненная битва (Fiery Battle), Небо над пустыней (The Sky Over the Desert) - ранняя мелодия сектора пустыни, Тайна холмов (The Mystery of the Hills), Полёт мечты (Flight of Fancy), Рождённый снова (Born Again), Механическое настроение (Mechanical Mood) - первая мелодия для проекта «Механоиды»).

## Разработка и поддержка игры
Работа над игрой начиналась как создание демо-версии в «гаражном старте „Spline Group“» ещё официально не существовавшей компании с удалёнными сотрудниками. После создания команды и дизайн-документа в 2001 году был подписан контракт с фирмой 1С. Игра была написана программистами Валерием «Spline» Ворониным, позже ставшим директором компании, и Андреем «GrAnd» Гримяко.

### Хронология разработки игры
- С 2000 года создавались небольшие демо-версии проекта Mech-Minds доступные для тестирования.[6]
- Первая официальная информация о разработке Механоидов датируется 22 августа 2002 года, когда в списке игр, которые фирма «1С» заявила к показу на выставке ECTS 2002, возникло это новое имя и название команды-разработчика — SkyRiver Studios.[7]
- 29-31 августа на выставке ECTS 2002 в Лондоне фирма 1С официально анонсировала проект «Механоиды»[8].
- 14-16 мая 2003 года на E3 в Лос-Анджелесе выставлялась на стенде фирмы «1С»[9]
- 27-29 августа 2003 на выставке ECTS 2003 в Earls Court Exhibition Centre (Лондон) фирма 1С представляет игру на своём стенде.[10]
- 11 февраля 2004 — Micro Application объявила о подписании издательского и дистрибьюторского соглашения с Фирмой «1С», сроком на три года, об издании и распространении 8 игр для ПК в ценовой категории от 14,95 € до 39,95 €. Среди названий значилась A.I.M и продажи должны были начаться с середины апреля.[11]
- 24 февраля 2004 — игра отправлена в печать.
- 27 февраля 2004 — игра поступила в продажу в рамках серии «1С:Коллекция игрушек»
- 12 марта 2004 — Micro Application объявляет об отсрочке релиза до 14 мая 2004 из-за задержек при локализации игры.[12]
- 11-14 мая 2004 на E3 2004.[13]
- 14 мая 2004 — издатель Micro Application выпустил игру в продажу.
- 31 декабря 2005 — релиз игры в Северной Америке.[14]
- 03 декабря 2006 — Служба цифровой доставки Gamers Gate начала распространять шесть научно-фантастических игр, ранее выпущенных компанией «1С». В списке значатся и Механоиды (издатель Cenega).[15][16]

### Демоверсия
Было выпущено две демоверсии — английская и русская, причём первая в два раза больше по размеру.

### Варианты издания
В России игра издавалась 1C под названием «Механоиды», оформленная в Супер Джевел бокс (Super Jewel box) двух CD-дисках. За рубежом игра была издана в таких странах, как: Франция, Испания, Португалия и др. За границей издатель Micro Application продавал игру (как минимум во Франции и Таиланде) уже под названием A.I.M. (С 2004 по 2008 год существовал сайт aim-game.com, который позже издатель перенёс на свой сайт) Также Micro Application выпустила сборник «Coffret Science Fiction» из трёх игр: Star Wolves, A.I.M. и Space Rangers. Сборник вышел в формате CD и продавался по цене в 29€ (евро). Игра также издавалась Cenega как бонус к A.I.M.2.

## Проблемы и недостатки
Как и множество других современных компьютерных игр, «Механоиды» не были полностью избавлены от проблем и ошибок. Некоторые из них были связаны с механикой игры, другие — с балансом между игроками, третьи — с техническим исполнением. Часть ошибок была исправлена заплатками, выпущенными разработчиками через некоторое время после выхода игры.
Интересная ошибка, связанная с механикой игры, была исправлена одной из заплаток. Сущность ошибки заключалась в следующем: некоторые npc охраняли территории определённого радиуса, ограниченные для них невидимой стеной. Но достигнув предела не теряли интереса к противнику, из-за чего становились лёгкой добычей. Также проницаемость ограждения периметра, разница во времени после туннеля перехода и отношения между кланами вызвали большое количество околонаучных обсуждений на форуме разработчика.
Во время сетевых сражений через виртуальные локальные сети возникали ошибки «рассинхронизации» игроков. Практически это означало, что игроки переставали получать верные сведения друг от друга, и матч превращался в «муляж»: соперник мог выглядеть застывшим или не отображаться вовсе.
Если включить форсаж двигателя кнопкой SHIFT и при этом задрать нос глайдера в небо, то глайдер начнёт набирать скорость которая намного больше предельной допустимой по техническим характеристиками, и ещё он начнёт набирать высоту. Таким образом можно очень быстро передвигаться по сектору минуя «ландшафт».

## Рецензии и награды
| Иноязычные издания                  | Иноязычные издания |
| Издание                             | Оценка             |
| ----------------------------------- | ------------------ |
| CGW                                 | 4 / 5              |
| Играй.ру                            | 8 / 10             |
| Русскоязычные издания               |                    |
| Издание                             | Оценка             |
| Absolute Games                      | 78 %               |
| «PC Игры»                           | 6 / 10             |
| «Домашний ПК»                       | [ 20 ]             |
| «Игромания»                         | 7 / 10             |
| «Страна игр»                        | 7 / 10             |
| Награды                             |                    |
| Издание                             | Награда            |
| Самый нестандартный проект КРИ 2003 |                    |

- В 2003 году на конференции КРИ игра получила награду «Самый нестандартный проект КРИ 2003».[21]
- B 2004 году на «Gameland Award» номинировалась в категории «Лучшая RPG 2004» и «Лучший экшен 2004»[22]
- В 2004 году «Навигатор Игрового Мира» признал игру «Лучшим футуросимулятором» среди лучших игр 2004 года по версии российских игровых журналов.[23]
- «„Да это же Elite!“, „Да нет, чистый Morrowind!!“, „Вангеры, говорю вам!!!“. Многожанровость „Механоидов“ делает их геймплей чем-то неуловимо знакомым и в то же время по-своему оригинальным, облекая ностальгические воспоминания по 1997 году (да-да, вы правильно угадали — та самая Sub Culture) в сверкающие формы начала 21-го века.»[24] — The Daily Telefrag.

## Интересные факты
- Название игры «MechMinds™»[25] пришлось сменить, так как Microsoft принадлежат все права на несловарные слова типа «Mech***™».[26]
- В 2001 году вышел фильм "A.I. Artificial Intelligence"в котором люди создают новые кибернетические организмы, призванные помочь им в борьбе за выживание. Новым названием игры стало «A.I.M.: Artificial Intelligence Machine».
- У компании Intel есть бенчмарк для многоядерных процессоров со схожим названием «Mechanoids».[27]
- Для создания второй части вступительного ролика(действия в здании) была привлечена сторонняя компания «TriDigital Studio».[28]
- С помощью глайдера «Феникс» В секторе Холмов можно пройти сквозь все защитные поля окружающие сектор.

## Игровое сообщество
Разработчики для игрового сообщества создали Интернет-ресурс для публикации выдающихся «фанфиков» и скриншотов по миру механоидов. Первоначально же рассказы публиковались на форуме разработчика. Также силами сообщества разрабатывались специальные модификации для игры.

## Продолжение
В октябре 2004 года разработчики объявили о работах над продолжением игры: «Механоиды 2: Война кланов».
В продолжении игры используется идея развития искусственного интеллекта и полная свобода действий, возможность создать свой клан и поддерживать его. Переработаны старые локации и появились новые, значительно усложнилась сюжетная линия.
Игра вышла в 2006 году.